# Pan Ocean
Pan Ocean Co., Ltd. es una empresa naviera con sede en Seúl, Corea del Sur. Es una empresa afiliada de Harim Group.

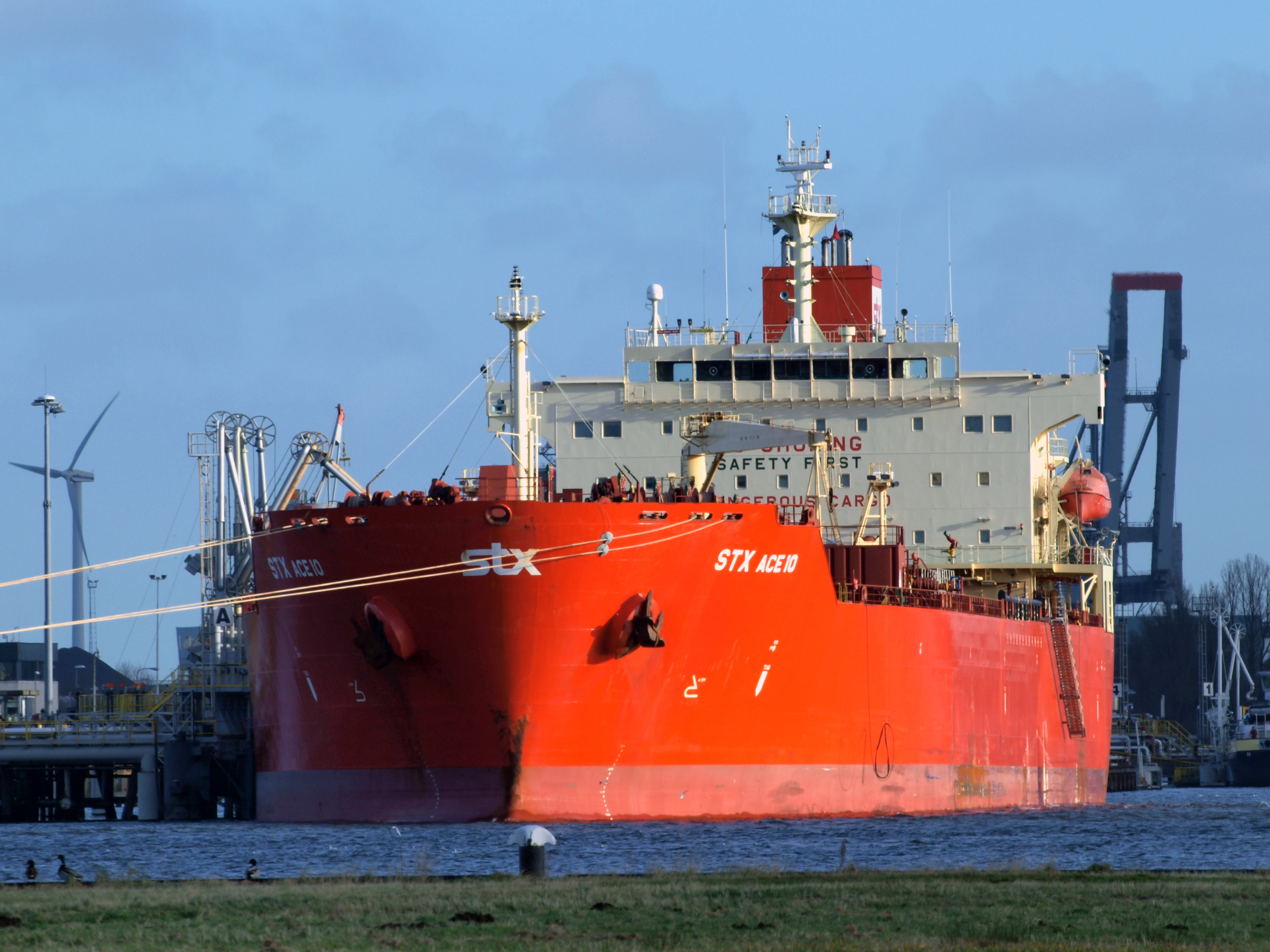
mv stx ace 10

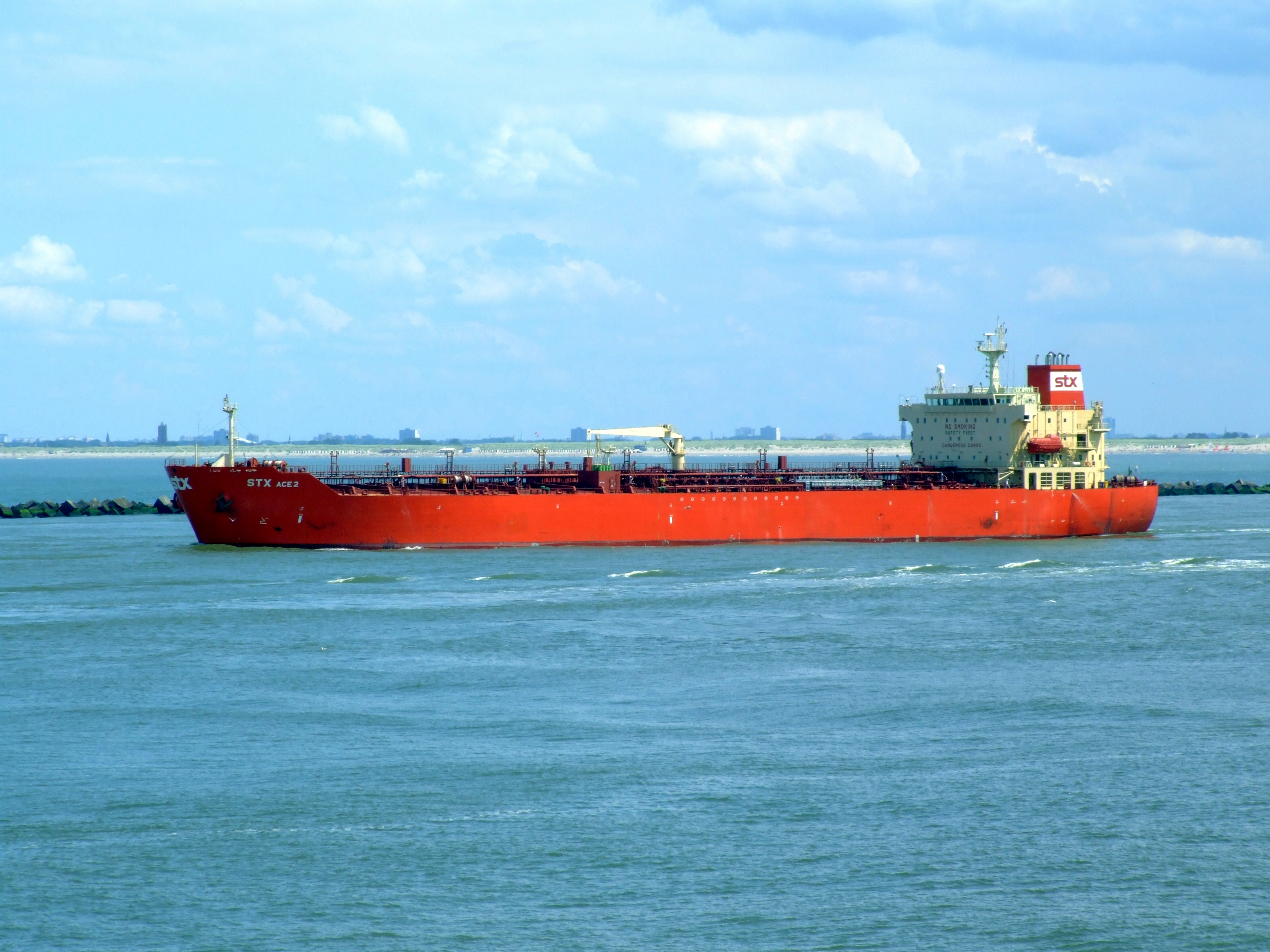
mv stx ace 2

## Descripción general
La compañía se ha ganado una reputación mundial en la industria de losgraneleros y en otros servicios como buques portacontenedores, petroleros y transportadores de GNL. Su volumen de ventas alcanzó un promedio de 5.117 millones de dólares al año. El número de sus empleados es de aproximadamente 2.500, y el número de embarcaciones propiedad de la empresa supera las 340.
STX Pan Ocean ha sido seleccionada como la empresa en el primer lugar como la «empresa más admirada de Corea» por la Consultoría de la Asociación de Gestión de Corea (KMAC) durante tres años consecutivos.
Originalmente, la compañía estaba activa en la industria del transporte de automóviles, operando 7 buques de transporte de automóviles/camiones (PCTC), antes de descontinuar este negocio.
El 7 de junio de 2013, STX Pan Ocean quebró, rebautizándose como Pan Ocean, eliminando la referencia de STX después de que el conglomerado STX Offshore & Shipbuilding vendiera su participación mayoritaria en la antigua empresa conjunta.
Bajo la marca Pan Ocean, la compañía todavía opera una flota de transportadores de mineral muy grandes de 400,000 toneladas conocidos como barcos Valemax. El 5 de diciembre de 2011, el primer barco de su tipo, el Vale Beijing, sufrió daños estructurales durante su primera carga, una fuga en su tanque de lastre, lo que puso al barco en peligro de hundirse en el puerto de Ponta da Madeira en Brasil. Sin embargo, el desastre se evitó y, después de haber estado anclado frente al puerto durante más de tres meses, Vale Beijing partió de São Luís hacia Sohar, Omán. Después de descargar, regresó al astillero STX en Corea del Sur para su inspección y reparación.